# Филипович, Злата

Обложка книги Златы Филипович "Zlata’s diary: a child’s life in Sarajevo" (ISBN 0-14-024205-8). 1995 г.

Злата Филипович (босн. Zlata Filipović, 3 декабря 1980, Сараево) — боснийско-французско-ирландская писательница и переводчица.

## Биография и труды
Стала известна своим отроческим «Дневником» (1994), который она вела в Сараево в 1991—1993 и в котором нашли отражение события Боснийской войны. Его часто сопоставляют с «Дневником» Анны Франк.
В 1993 году Злате и её семье удалось уехать из Боснии во Францию. В 2001-м она окончила Оксфордский университет по специальности «гуманитарные науки», живёт в Дублине. Под её редакцией и с её предисловием в Нью-Йорке вышел сборник «Заглушенные голоса: Дневники подростков от Первой мировой до Иракской войны» (2006). Написала предисловие к книге Дневник писателей свободы.
С октября 1995 года живёт в Дублине, где окончила Тринити-колледж.

## Признание
«Дневник» был несколько раз издан в течение одного только 1994 года и переиздан затем на английском языке в 1995, 1998, 2004, 2006 годах. Он переведён на французский, немецкий, испанский, нидерландский, норвежский, финский, венгерский, турецкий, китайский, корейский языки, вошёл в систему школьного обучения, в энциклопедии, хрестоматии и антологии, посвящённые геноциду и памяти о нём.

## Публикации
- Zlata’s diary: a child’s life in Sarajevo. New York: Viking, 1994